# TV Aratu
TV Aratu é uma emissora de televisão brasileira sediada em Salvador, capital do estado da Bahia. Opera no canal 4 (25 UHF digital), e é afiliada ao SBT. Pertence ao Grupo Aratu, um conglomerado de mídia de propriedade do empresário Silvio Roberto Coelho, e do qual também fazem parte a Antena 1 Salvador, a Rádio Cultura de Guanambi, o website Aratu On, as empresas de mídia exterior Ei! e Brasília e a Chaves Outdoor. É a segunda emissora de televisão mais antiga da Bahia, vindo depois da então TV Itapoan, e a terceira mais assistida em Salvador e região metropolitana.

## História

### Rede Globo (1969–1987)

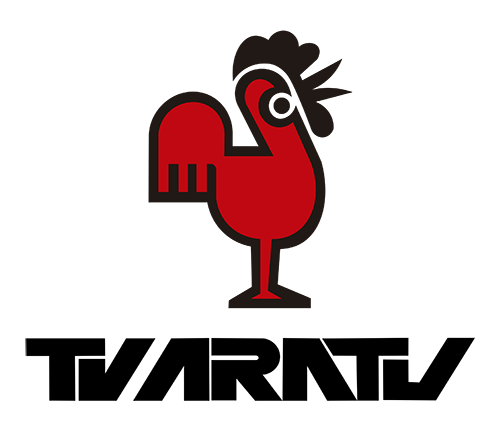
Logotipo da emissora entre 1976 e 1996. A versão do galo deste logotipo seria reutilizada em uma nova marca entre 1997 e 2004

A emissora foi inaugurada sem nome em 15 de março de 1969, por um conjunto de acionistas que envolviam o paulista Alberto Maluf e os baianos Carlos Alberto Jesuíno dos Santos, Luís Viana Neto, Humberto Castro e Milton Nunes Tavares, como a segunda emissora de televisão do estado da Bahia, que até então só possuía a TV Itapoan, fundada em 1960 pelos Diários Associados. Após vários nomes serem cogitados, é apenas em julho, quatro meses depois de fundada, que a emissora passa a se chamar TV Aratu, que remete ao crustáceo que habita os manguezais do Recôncavo Baiano. Desde a sua fundação, o logotipo da emissora é um galo, ave símbolo da capoeira, e razão pela qual a mesma é conhecida como “emissora do galinho”.
Em seu início, a programação local era feita de forma independente, mas ainda no mesmo ano, a TV Aratu passa a exibir atrações produzidas pela Rede Globo, tornando-se afiliada oficialmente em abril de 1970. Com o apoio da programação da rede, a TV Aratu rapidamente ganhou popularidade e conquistou a liderança de audiência, superando a TV Itapoan. Em 1973, foi a primeira emissora a transmitir à cores, e para comemorar o feito, lançou o slogan A liderança colorida. No seu aniversário de dez anos, em 1979, a emissora levou ao ar um institucional produzido pela DM9 de Duda Mendonça, que ressaltava a religiosidade do povo baiano. Convidado a assistir o filme, o então ministro das comunicações Haroldo Corrêa de Mattos, declarou: “Isso é poesia visual. É o filme mais bonito que vi em toda minha vida!”.
Na década de 1980, a emissora iniciou sua expansão para o interior do estado, instalando retransmissoras que captavam o sinal através de enlaces de micro-ondas. Mesmo com a concorrência que começava a se intensificar com a chegada de novas emissoras no decorrer da década, a TV Aratu continuava líder de audiência na programação local e nacional.

#### Caso NEC e desfiliação da Rede Globo
Em 24 de fevereiro de 1986, a Rede Globo enviou à TV Aratu uma carta manifestando o interesse de não renovar seu contrato de afiliação com a emissora, prorrogando a expiração para 20 de janeiro de 1987. A motivação seriam problemas técnicos e comerciais da afiliada baiana, que viriam acontecendo desde 1984. A decisão foi oficializada em 10 de novembro, através de uma nova carta, que determinava o fim da retransmissão da programação pela TV Aratu em 20 de janeiro de 1987. A emissora escolhida para substituir a antiga afiliada foi a TV Bahia, que à época tinha pouco mais de um ano de operação e contava com equipamentos mais modernos que os do canal 4.
Com o objetivo de tentar reverter a perda da afiliação, adversários do então ministro das comunicações Antônio Carlos Magalhães e membros do Partido do Movimento Democrático Brasileiro (PMDB) da Bahia, aos quais a TV Aratu era ligada, levantaram suspeitas de que a decisão da rede teria sido um agradecimento por parte de Roberto Marinho ao político baiano, familiar de parte dos acionistas da afiliada substituta, por um suposto apoio na compra da NEC Brasil pelas Organizações Globo (concluída em 23 de dezembro). Em 13 de janeiro, o deputado federal pela Bahia Luís Viana Neto, um dos acionistas da TV Aratu e integrante do grupo político do então governador Waldir Pires, liderou uma comitiva até Brasília com outros 19 deputados para reclamar ao presidente José Sarney a respeito da perda da afiliação.
Os proprietários da TV Aratu iniciaram uma disputa judicial, e em 15 de janeiro, o juiz Luiz Fux, da 9.ª Vara Cível do Rio de Janeiro, concedeu à emissora uma liminar que impedia a TV Bahia de retransmitir o sinal da Globo. A liminar acabou derrubada em 23 de janeiro, pelo desembargador Hermano Ferreira Pinto, do Tribunal de Justiça do Estado do Rio de Janeiro, após a Globo impetrar um mandado de segurança para assegurar a transmissão da sua programação pela TV Bahia. Esta última, pouco depois de receber a notificação judicial, interrompeu a programação da Rede Manchete (da qual era afiliada desde a inauguração em 1985) às 17h58, para emitir um comunicado aos telespectadores sobre a nova afiliação, e retransmitir o sinal da Globo logo em seguida. O mesmo também foi feito ao vivo na edição do Jornal Nacional daquele dia. No entanto, a TV Aratu se recusou a trocar de afiliação, o que fez com que os telespectadores baianos tivessem dois canais transmitindo a Globo por três dias seguidos em todo o estado.

"A Televisão Aratu, neste momento, interrompe a transmissão da programação Globo, para cumprir determinação do Dentel. Agradecendo às generosas manifestações de solidariedade que vem recebendo de toda a Bahia, pelo que tem de mais expressivo, a TV Aratu continua sem esmorecimento, na luta que empreende em defesa dos seus direitos, esperando em breve reverter a situação atual para desagravo da Bahia"

Nota lida pela jornalista Lídia Andreatta no momento em que a TV Aratu deixou de retransmitir a programação da Rede Globo pela primeira vez, em 26 de janeiro de 1987
Por ordem da direção regional do DENTEL, a TV Aratu foi forçada a deixar de transmitir a programação da Globo em 26 de janeiro. Neste dia, logo após o fim do Globo Esporte, às 13h, a âncora do Aratu Notícias 1.ª edição, Lídia Andreatta, leu através de nota oficial que a TV Aratu iria deixar de veicular a programação da Globo por determinação do DENTEL, e agradeceu aos telespectadores pela solidariedade. A emissora então passou a levar ao ar uma programação improvisada, com atrações da TVE Brasil, e pouco depois, passou a retransmitir o sinal da Rede Manchete, ao mesmo tempo que continuou na justiça tentando anular o mandado de segurança da Globo. 
No dia seguinte, ao chegar de viagem, o governador Waldir Pires, que também estava empenhado em evitar a perda de afiliação da estação aliada, visitou a sede da TV Aratu em solidariedade à direção, mostrando-se irritado com o encerramento da parceria com a Globo. O gestor chegou a classificar a decisão da rede carioca como "uma agressão à Bahia".
Em 31 de março, os desembargadores Jorge Loretti, Narciso Pinto e Astrogildo Freitas, da 5.ª Câmara Cível do Rio de Janeiro, suspenderam o mandado de segurança da Globo após julgarem que a rede entrou com o recurso fora do prazo. Na manhã do dia seguinte, a TV Aratu retomou a transmissão do sinal da Globo, porém a TV Bahia ignorou a decisão judicial, e mais uma vez ambas continuaram transmitindo a mesma programação até a noite do dia 4 de abril, quando a TV Bahia passou a ter novamente o sinal da Manchete. A disputa dessa vez acabou dividindo os telespectadores, que por um lado, ficaram satisfeitos com a breve vitória do canal 4 na justiça, e por outro, ficaram enfurecidos pela ausência da programação da Manchete, que na época havia acabado de estrear a telenovela Corpo Santo, sucesso de audiência na capital baiana.
A batalha judicial prosseguiu por mais três meses, até que em 6 de julho, o desembargador Nicolau Mary Júnior concedeu a liminar em favor da Globo, e a TV Bahia finalmente pôde retransmitir, em definitivo, a programação da rede. Naquele dia, às 18h, os telespectadores do canal 11 viram pela última vez a programação da Manchete ser substituída pela Globo, com quem está até os dias atuais, e exatamente uma hora depois, o canal 4 fazia o inverso, encerrando os 18 anos de parceria que havia mantido com a rede. Nos tribunais, os advogados da TV Aratu ainda tentaram reverter a decisão nos meses seguintes, sem sucesso, e em 22 de fevereiro de 1988, mais de um ano após o início do processo, o juiz Gérson Arraes, da 9.ª Vara Cível do Rio de Janeiro, deu ganho de causa à Rede Globo, confirmando o direito de transferir a sua programação para a TV Bahia. Mesmo anos após ter perdido a afiliação, a emissora continuou recorrendo da decisão, e 1996, quando já estava arrendada à CNT e pertencia a outros proprietários, o último recurso judicial se esgotou. A emissora se negou a arcar com os honorários, e seus estúdios chegaram a ir a leilão em 19 de abril, sendo arrematados pelo advogado Sergio Zveiter, que havia defendido a Globo na causa.

### Rede Manchete (1987–1995)
A perda da programação da Globo e da liderança de audiência ocasionou um duro golpe no faturamento comercial da TV Aratu, fazendo as suas receitas caírem 80%. Sem verbas suficientes, a emissora também ficou sem dinheiro para atualizar os já ultrapassados equipamentos, e isso se refletia também na qualidade do sinal levado aos telespectadores, que caía vertiginosamente.
Em completo declínio, a TV Aratu alterou seu quadro societário em 1988. Milton Nunes Tavares, diretor-presidente da emissora, que até então possuía 25% das ações, comprou a parte dos outros sócios pela quantia de 7 milhões de dólares, e em seguida, revendeu-as ao então governador Waldir Pires e o deputado Joaci Góes (proprietário do jornal Tribuna da Bahia). Joaci ficou com 30% das ações, enquanto 40% foi repassado a empresários ligados ao governador.
Em 1992, a emissora é novamente vendida, agora para o ex-governador da Bahia, Nilo Moraes Coelho, que comprou 70% das ações. Silvio Roberto Coelho passa a ser o diretor-presidente da emissora. Joaci Góes, proprietário dos outros 30%, ainda continuaria como sócio da TV Aratu até abril de 2001, quando vendeu a sua parte para Coelho. No inicio de 1995, notas publicadas em jornais baianos davam conta de um arrendamento da emissora para as Organizações Martinez, proprietária da Central Nacional de Televisão, rede em franca expansão no país.

### CNT (1995–1997)

Logotipo utilizado entre 1996 e 1997

Em junho de 1995, após oito anos como afiliada da Rede Manchete, a TV Aratu deixa a rede carioca e torna-se afiliada da CNT, por ocasião do seu arrendamento de dois anos para as Organizações Martinez, na época, sob o comando do dono do Banco Bamerindus, José Eduardo de Andrade Vieira. A qualidade da programação local da emissora e do seu sinal melhora consideravelmente. Com a nova afiliação, a TV Aratu muda seu nome fantasia para CNT Aratu.
Em junho de 1997, quando estava para findar o contrato de arrendamento das Organizações Martinez, os proprietários da emissora assinaram com o SBT, uma vez que a rede ficaria sem sinal no estado com a compra da TV Itapoan pela Rede Record, e sua posterior saída em 16 de junho.

### SBT (1997–presente)
À meia-noite do dia 16 de junho de 1997, a emissora deixa a CNT e passa a ser afiliada ao SBT, no mesmo dia em que a TV Itapoan também troca de afiliação e vira uma emissora própria da Rede Record. A CNT passava então a ser retransmitida no canal 39 UHF até 2009, quando foi criada a CNT Bahia. A TV Aratu expandiu ainda mais a sua programação local com telejornais e programas populares, e passou a brigar pela vice-liderança de audiência com a TV Itapoan e até mesmo pela liderança com a TV Bahia.
Em 29 de dezembro de 2000, a emissora firma contrato com a Embratel e passa a dispor de um sinal via satélite para ser utilizado pelas retransmissoras no interior do estado, em substituição aos antigos enlaces de micro-ondas que haviam sido desativados em meados dos anos 90. No fim de 2001, a emissora já estava presente em cerca de 80% do estado da Bahia, atingindo cerca de 10 milhões de telespectadores.
Em 2001, começaram a surgir informações na imprensa nacional sobre uma suposta negociação para a TV Aratu voltar a ser afiliada à Rede Globo. As especulações indicavam que a relação entre a TV Bahia e a rede carioca teriam sido abaladas devido ao fato de que a emissora não conseguiu registrar imagens do confronto entre policiais e estudantes na passeata de 16 de maio para a rede. A Globo, no entanto, negou as movimentações e renovou o contrato com a Rede Bahia em 21 de junho do mesmo ano.
No decorrer da década de 2000, a emissora também promoveu renovações na sua sede, ampliando os estúdios e modernizando suas operações. Em 2006, a emissora lançou o website Aratu Online, portal de notícias que reuniu o conteúdo da emissora e notícias sobre o estado da Bahia. Em 25 de abril de 2008, o Grupo Aratu inaugurou a TV Aratu Camaçari, sucursal responsável por produzir programas e reportagens focadas na cidade de Camaçari. A emissora foi mantida até junho de 2011.

## Sinal digital
| Canal virtual | Canal digital | Resolução de tela | Programação                             |
| ------------- | ------------- | ----------------- | --------------------------------------- |
| 4.1           | 25 UHF        | 1080i             | Programação principal da TV Aratu / SBT |
| 4.2           | 25 UHF        | 1080i             | Nossa Rede na TV                        |
| 4.3           | 25 UHF        | 1080i             | Nossa Rede na TV                        |

Em 1.º de dezembro de 2009, às 18h, a emissora iniciou suas transmissões digitais através do canal 25 UHF para Salvador e região metropolitana, tornando-se a segunda emissora da cidade a implantar seu sinal digital. Em 2011, os programas e telejornais da emissora começaram a ser produzidos em alta definição. As matérias exibidas nos telejornais, por sua vez, passaram a ser exibidas em alta definição em 2 de maio de 2016.
Em 30 de junho de 2020, em parceria com a Prefeitura Municipal de Salvador, a emissora colocou no ar o subcanal Nossa Rede na TV, para exibir teleaulas aos alunos da rede pública municipal de ensino que ficaram sem ir para a escola em razão da pandemia de COVID-19. No 4.2, são transmitidas aulas para alunos do 6.º e 7.º anos e EJA II (TAP IV), e no 4.3, para alunos do 8.º e 9.º anos e EJA II (TAP V).
Transição para o sinal digital
Com base no decreto federal de transição das emissoras de TV brasileiras do sinal analógico para o digital, a TV Aratu, bem como as outras emissoras de Salvador, cessou suas transmissões pelo canal 4 VHF em 27 de setembro de 2017, seguindo o cronograma oficial da ANATEL. Ao contrário das demais emissoras, que cessaram suas transmissões às 23h59, o sinal da emissora foi desligado mais cedo, pouco depois da meia-noite, durante a exibição do Cine Espetacular, sendo substituído por um aviso do MCTIC e da ANATEL sobre o switch-off.

## Programas
Além de retransmitir a programação nacional do SBT, atualmente a TV Aratu produz e exibe os seguintes programas:
- Alô Juca: Jornalístico policial, com Marcelo Castro;
- Aratu 24 Horas: Jornalístico, com Alex Silvestre;
- Aratu Agora: Jornalístico, com Murilo Vilas Boas;
- Aratu Notícias: Telejornal, com Pablo Reis;
- Aratu Notícias Especial de Sábado: Telejornal, com Pablo Reis;
- Universo: Programa de variedades, com Alex Lopes;

Diversos outros programas compuseram a grade da emissora e foram descontinuados:
- Ame a Bahia
- Aratu Arte
- Aratu Notícias 1ª Edição
- Aratu Notícias 3ª Edição
- Aratu Repórter
- Aratu Serviços
- Aratu Tá On
- Aratu Vestibular
- Aratu & Você
- Bom Dia Bahia
- Bom Dia Bocão
- Chegue Mais
- Cidade Aratu
- Clube da Alegria
- Dendê na Mochila
- Di Moda
- Gerdan Aqui Agora
- Inclusão Social
- Jornal das Sete
- Jornal do Meio-Dia
- Jornal Hoje - Edição local
- Jornal Nacional - Edição local
- Jornalismo Eletrônico
- Liga da Madruga
- Mais Estilo
- Metanoia
- Na Mira
- No Campo do 4
- Papo Show
- Quem Sabe Mais?
- Que Venha o Povo
- Realizando Sonhos
- Recreio
- Ronda
- Se Liga Bocão
- Se Liga no Pida!
- Sobe Som
- Som 4
- Tabuleiro
- TJ Bahia 1ª Edição
- TJ Bahia 2ª Edição
- Tudo Novo
- TV Mulher
- Via Láctea

### Jornalismo
Com sua afiliação com a Rede Globo, a emissora produziu versões locais do Hoje, Jornal Nacional, Jornalismo Eletrônico, dentre outros padrões jornalísticos. Devido as boas relações que possuía com a rede, vários profissionais eram enviados para Salvador, onde faziam uma espécie de intercâmbio no jornalismo local antes de ganharem destaque nacional. Foi o caso de nomes como Pedro Bial, Hermano Henning, Valeria Sffeir, Leila Cordeiro, dentre outros.
Na época do arrendamento da TV Aratu para a CNT, o Bom Dia Bahia era comandado por Mário Kertész, e retransmitido simultaneamente pela Cidade FM, e o Aratu Notícias possuía uma edição a tarde e outra a noite. Após a afiliação ao o SBT, o jornalismo da emissora também passou a adotar uma linha popularesca, com programas como Gerdan Aqui Agora, apresentado por Gerdan Rosário, e posteriormente o Se Liga Bocão, apresentado por José Eduardo, que era uma versão televisiva do programa apresentado por ele no rádio.
O programa de José Eduardo ficou no ar de 7 de agosto de 2006 até 7 de janeiro de 2008. "Bocão" teve seu contrato encerrado com a TV Aratu no dia 21 de dezembro de 2007, quando o repórter Uziel Bueno, que estava ancorando o programa, convidou Zé Bim para expor no ar várias denúncias recebidas pela emissora. As reclamações dariam conta de que o apresentador estaria utilizando a influência do programa na TV Aratu para chantagear e extorquir empresários baianos, sob a ameaça de difamá-los caso não pagassem a ele. A emissora recebeu uma fita com a gravação de uma suposta ligação onde José Eduardo estaria tentando extorquir um policial. José Eduardo foi contratado pela TV Itapoan, e anunciou a ida para a emissora no mesmo dia em que o programa dele foi ao ar pela última vez na TV Aratu.
Em 2008, Casemiro Neto deixou a TV Bahia e passou a apresentar o programa Que Venha o Povo na TV Aratu, uma revista eletrônica exibida diariamente pela manhã. Em 17 de novembro do mesmo ano, estreou o jornalístico policial Na Mira, apresentado por Uziel Bueno. Em 2009, Rita Batista deixou o comando do Aratu Notícias 1.ª edição e foi contratada pela TV Bandeirantes Bahia. Em 28 de novembro, o No Campo do 4, que estava há 40 anos na grade da emissora, e desde 2007 sob o comando de Márcio Martins, substituto de Eliseu Godoy, deixou de ir ao ar na emissora.

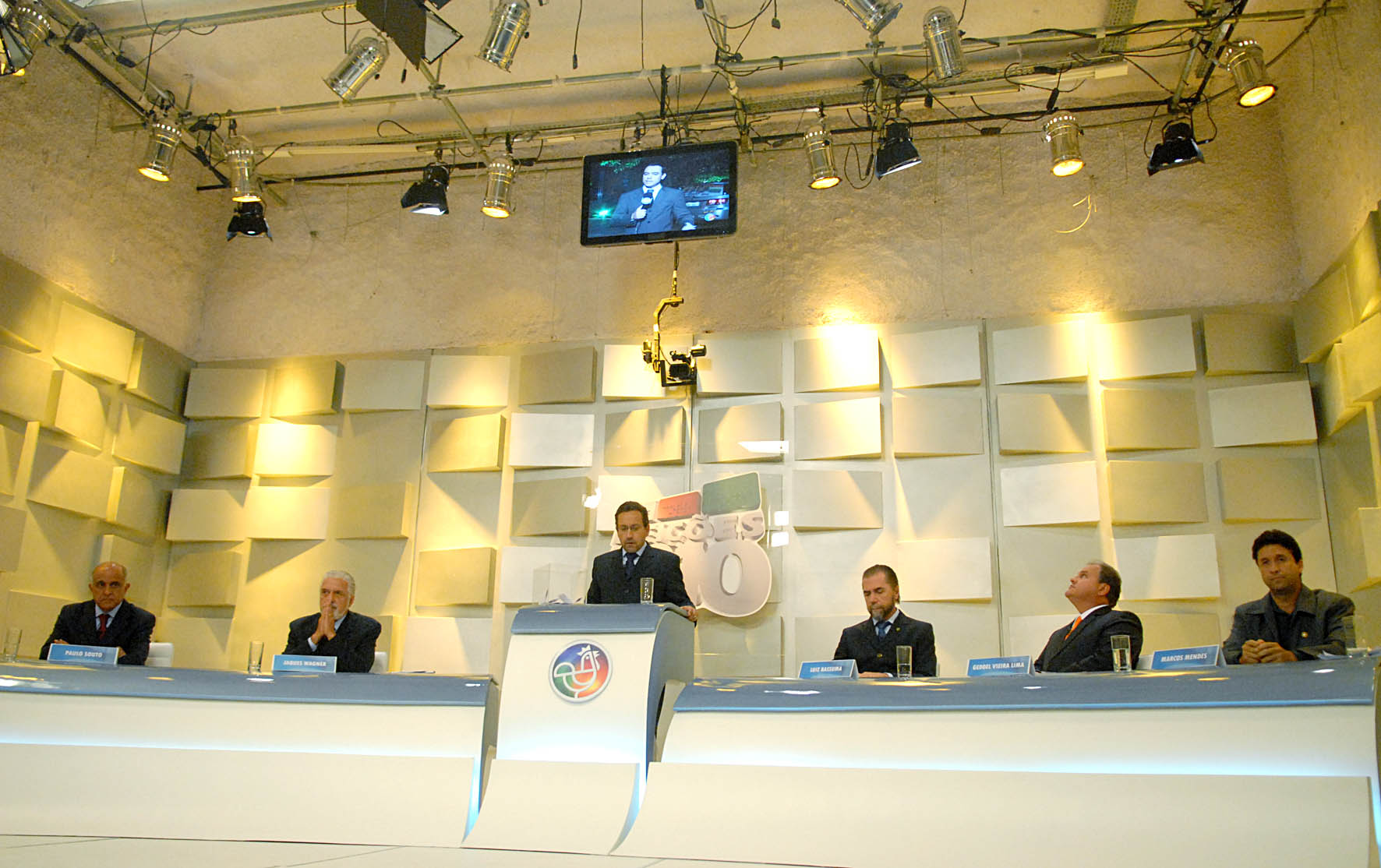
Debate eleitoral com os candidatos a governador da Bahia, realizado pela emissora em 2010

Em maio de 2010, o jornalista Uziel Bueno deixou a TV Aratu, alegando que estava sofrendo pressões por conta das críticas que tecia diariamente contra o poder público no programa Na Mira. Após sua saída, o programa foi assumido por Analice Salles, que se tornou a primeira mulher a comandar um programa policial no Brasil.
Em 30 de julho de 2012, com a estreia da nova programação da emissora, os programas jornalísticos foram reformulados, e no horário vespertino, reestreou o esportivo No Campo do 4. O programa esportivo passou a ser apresentado por Preto Casagrande e Lise Oliveira.
Em 11 de outubro de 2013, a jornalista Analice Salles anunciou sua contratação pela TV Record Bahia, deixando a apresentação do Na Mira para o interino Marzzo Silva. Em 16 de outubro, a emissora anuncia a contratação do locutor esportivo Silvio Mendes para a atração, onde estreou em 21 de outubro. No entanto, o programa não consegue segurar a audiência e sofre várias derrotas para o Balanço Geral BA, apresentado na TV Record Bahia. 
Em 28 de agosto de 2015, a emissora decide cancelar o Na Mira alegando uma reformulação na programação. Silvio Mendes posteriormente assume o comando do No Campo do 4 em substituição a Preto Casagrande, enquanto o repórter Zé Bim foi demitido da emissora.  Em 5 de outubro, na mesma faixa em que era exibido o Na Mira, estreou o programa policial Ronda, apresentado por Murilo Villas Boas e Fábio Gomes. Em novembro, a jornalista Daniela Prata, que comandava o telejornal Bom Dia Bahia e também o Chegue Mais, foi demitida da emissora. Após a saída de Daniela, o telejornal foi assumido interinamente pelo repórter Ricardo Sapia.
Em 22 de fevereiro de 2016, os programas da TV Aratu são reformulados. O Bom Dia Bahia ganhou um novo cenário, e passou a ser apresentado por Rita Batista, que retorna a emissora após 7 anos. O Ronda, que até então era feito nas ruas, também ganhou um novo cenário. O Aratu Notícias, sob o comando de Carla Araújo desde 1993, passou a contar com a participação de Lise Oliveira, que deixou o No Campo do 4. Este por sua vez, passou a ser exibido apenas aos domingos, apresentado por Silvio Mendes e Darino Sena.
Em 30 de novembro, o Bom Dia Bahia foi exibido pela última vez, sendo cancelado e substituído pelo Primeiro Impacto, exibido nacionalmente pelo SBT. A decisão foi tomada devido ao baixo retorno dos investimentos feitos no telejornal, que oscilava entre 2,0 e 4,0 pontos de audiência na Grande Salvador, perdendo para as concorrentes TV Bahia e RecordTV Itapoan. Com o cancelamento do Bom Dia Bahia, Rita Batista, que não havia apresentado sua última edição devido à sua presença em São Paulo (sendo substituída por Driele Veiga), foi demitida da emissora.
Em 14 de julho de 2017, a jornalista Carla Araújo deixou a emissora após 24 anos, tendo atuado como repórter e posteriormente âncora do Aratu Notícias a partir de 1993, e gerente de jornalismo do canal desde 1996. Após a saída de Carla, o telejornal passou a ser apresentado por Lise Oliveira.
Em janeiro de 2018, a emissora estreou os programas Live da Madrugada (posteriormente renomeado para Liga da Madruga) e Aratu Repórter, ambos sob o comando de Pablo Reis. O primeiro passou a ir ao ar nas madrugadas de domingo a sexta, centrando-se na exibição de matérias dos outros programas da TV Aratu. Já o segundo, exibido por temporadas aos sábados, exibe reportagens especiais feitas em todo o estado.
Em 2 de agosto de 2021, a TV Aratu promoveu uma reformulação da sua grade vespertina, reunindo os jornalísticos Que Venha o Povo, Ronda e o musical Universo em uma única atração, o Cidade Aratu, que passou a ocupar ao todo 4 horas da programação diária da emissora. O novo programa foi dividido em segmentos que representavam as antigas atrações: no "Que Venha o Povo", que manteve a mesma temática anterior, Casemiro Neto e Pablo Reis ganharam a companhia de Livia Calmon, que retornava para a TV Aratu após anos atuando em outras emissoras, debatendo pautas do cotidiano, além de entrevistas e outros temas; no "Aratu+", que ficou no lugar do Ronda, Murilo Villas Boas passou a apresentar pautas de interesse comunitário e popular, alternando-se com os outros apresentadores; e por fim, o "Universo" comandado por Alex Lopes passava a tratar das pautas de variedades do programa, contando ainda com as atrações musicais que eram destaque da antiga atração.
Em 13 de maio de 2022, Lise Oliveira foi demitida da TV Aratu, após 13 anos fazendo parte da equipe da emissora. Com sua saída repentina, o telejornal Aratu Notícias passou a ser apresentado pelo então repórter Vinícius Cunha, que foi efetivado como titular apenas 7 meses depois, em 12 de dezembro. Em 30 de junho, foi a vez de Lívia Calmon pedir demissão da emissora, após quase 1 ano apresentando o Cidade Aratu. Em dezembro, chegaram ao fim os programas Liga da Madruga e Aratu Repórter.
Em 20 de janeiro de 2023, o esportivo No Campo do 4 deixou a programação de domingo e voltou a ter exibição diária como quadro do Cidade Aratu, sendo apresentado ao longo da semana por Cáscio Cardoso, e nas sextas, por Fábio Gomes, com uma duração ampliada para destacar a rodada esportiva do fim de semana. Em 21 de março, Pablo Reis deixou o Cidade Aratu e assumiu o comando do Aratu Notícias, após a demissão de Vinicius Cunha.
Em 17 de abril, a TV Aratu lançou uma nova programação diária com o objetivo de reverter os problemas de audiência do Cidade Aratu. Foi anunciada a reestreia do telejornal matinal Bom Dia Bahia, apresentado por Silvana Freire, que voltou à emissora após 12 anos, e do Que Venha o Povo como uma atração solo na faixa do meio-dia. O Aratu Notícias voltou a ter uma edição apresentada aos sábados, e o quadro esportivo No Campo do 4 foi expandido para os três jornalísticos, ganhando a participação de Emerson Ferretti ao lado de Fábio Gomes e Cáscio Cardoso. Em 1° de novembro, o Bom Dia Bahia foi expandido, passando a começar às 6h30.
Após a estreia da nova programação diária, no entanto, os problemas de audiência pioraram, impulsionados pela mudança de posicionamento da emissora através da campanha "A gente muda por você". As alterações, capitaneadas pelo superintendente João Gomes e pelo gerente de conteúdo Glauber Mateus (ambos com passagens da TV Bahia, afiliada à TV Globo), buscavam diminuir a cobertura policial na emissora, substituindo-a por um conteúdo jornalístico mais leve.
Indo de encontro ao tipo de conteúdo com o qual estava acostumado o público habitual da emissora (popular), os programas ampliaram a distância entre a TV Aratu e a RecordTV Itapoan e colocaram a emissora na disputa pelo terceiro lugar com a Band Bahia. A situação piorava no horário do almoço, quando era exibido o Que Venha o Povo contra o concorrente Jogo Aberto Bahia, e o Universo, que chegava a ter índices próximos ao traço de audiência.
Em 2 de março de 2024, em meio aos preparativos para as mudanças na programação nacional do SBT a partir do dia 11, a TV Aratu anunciou novas alterações na programação local. O Bom Dia Bahia foi novamente movido para mais cedo, passando a iniciar às 6h; o Que Venha o Povo passa a ser exibido a partir das 11h30; e o No Campo do 4 retorna à grade como uma atração solo após um ano, logo após o QVP. Em 18 de março, a emissora estreou o programa Aratu Agora, exibido de segunda a sexta-feira na faixa local do jornalístico Tá na Hora, antecedendo o Aratu Notícias, com apresentação de Murilo Vilas Boas.
Após quase um ano de resultados pífios na medição do Kantar IBOPE Media, a diretoria da TV Aratu decidiu que alteraria radicalmente o posicionamento da estação. As mudanças começaram em 22 de fevereiro, quando foi anunciada a saída de João Gomes. Em 28 de março de 2024, Silvana Freire apresentou pela última vez o Bom Dia Bahia e foi demitida junto com a editora Telma Verçosa. O desligamento tinha relação com a ida de Marcelo Castro, demitido da Record Bahia em meio à polêmica ao escândalo do Pix na emissora em 2023, para a afiliada do SBT. Com a chegada de Marcelo, que passou a apresentar o Alô Juca em substituição no horário até então ocupado pelo Que Venha o Povo a partir de 15 de abril, Casemiro assumiu a ancoragem do matinal.
Na estreia, o Alô Juca obteve índices expressivos na medição da Kantar IBOPE Media em Salvador e aproximou a TV Aratu da Record Bahia. O jornalístico policial chegou a picos de 7.2 contra 7.5 do consolidado jornalístico Balanço Geral BA, além de alcançar a vice-liderança contra o Hoje em Dia. Na média, o programa reconquistou o terceiro lugar para a emissora com 5.5 pontos, vencendo a Band Bahia, que estava consolidada na posição com as versões nacional e local do Jogo Aberto.
Em 21 de fevereiro de 2025, Casemiro Neto deixou a TV Aratu após 17 anos. Ao mesmo tempo, a TV Aratu anunciou a contratação de Alex Silvestre, até então repórter da Record Bahia, que passaria a apresentar o Bom Dia Bahia. O objetivo da emissora era, através de uma alteração no formato do telejornal para torná-lo mais factual e ao vivo, conquistar a vice-liderança (já consolidada no horário do almoço) também nas manhãs. O programa, no entanto, foi exibido pela última vez no dia da despedida de Casemiro, sendo substituído pelo nacional SBT News Manhã no dia 24.
Em março, a TV Aratu anunciou novidades no jornalismo. O Alô Juca, consolidado na vice-liderança de audiência, é novamente estendido e passa a ser exibido até 13h45 a partir de 10 de março, ocupando o horário do Universo, que derrubava a audiência deixada pelo programa de Marcelo Castro. No mesmo dia, durante o policialesco, a emissora passa a dispor, pela primeira vez em sua história, de um helicóptero para uso em coberturas jornalísticas.
Em 30 de junho, a TV Aratu voltou a contar com programação matinal através da estreia do Aratu 24 Horas, até então exibido como um boletim informativo, no horário das 6h às 7h30. O telejornal, gravado previamente, é apresentado por Alex Silvestre, que já atuava como repórter de rede e apresentador do informativo nos intervalos comerciais da emissora.

### Entretenimento
Em seus primeiros anos, a programação da TV Aratu abria mais espaço para os programas de entretenimento, em contraponto a sua rival TV Itapoan, que focava mais em programas jornalísticos. David Raw foi o primeiro diretor de programação da emissora, e também produtor de alguns dos seus programas. Entre as décadas de 1970 e 1980, atrações como Som 4, produzido e apresentado por Carlos Borges, e TV Mulher eram destaques na programação da TV Aratu. “Tia Arilma” comandava o Recreio, programa de auditório dedicado ao público infantil, similar ao Parquinho exibido na TV Itapoan, que também havia sido apresentado por ela. A emissora exibia durante os intervalos comerciais o boletim Aratu Arte, que informava notícias sobre o meio artístico e eventos culturais em Salvador, e que ficou no ar até meados da década de 2000.
Do fim da década de 1980 até os anos 2000, a emissora expandiu a sua programação local e criou várias atrações. Estrearam programas como o infantil Via Láctea, apresentado por Emanuelle Araújo, ficando no ar de 1989 até 1991; Di Moda, apresentado pelo estilista Di Paula, que ficou no ar entre 1991 e 2006; Papo Show, com Andrezão Simões; Aratu & Você com Murilo Leite; Sobe Som, com o cantor Belo; Realizando Sonhos com Cláudio Luís, Se Liga no Pida! com Léo Sampaio, que estreou em agosto de 2003, dentre vários outros.
Em 2010, estreou o programa Universo Axé, apresentado por Alex Lopes, dedicado ao ritmo musical baiano e também a outros ritmos populares. Em 1.º de maio, reestreou aos sábados o game show Quem Sabe Mais?, apresentado por Henrique Carballal, que já havia ido ao ar na década de 1980. O programa deixou de ser exibido em 2012, após Carballal deixar a emissora para se candidatar a vereador pelo município de Salvador.
Em 15 de janeiro de 2012, a emissora estreou O Trio Reality, primeiro reality show da televisão baiana, onde seis participantes (Rosiane Pinheiro, Guga de Paula, Léo Kret, Rianne Ferreira e os anônimos Ana Célia e Werles Pajjero) ficaram confinados dentro de um trio elétrico durante um mês. A vencedora da única edição do reality show, que terminou em 12 de fevereiro, foi a cantora Rosiane Pinheiro.
Em 30 de julho, com o lançamento da nova programação da TV Aratu, estreou o programa infantil Clube da Alegria, apresentado por Carla Perez, e no fim de semana, em 4 de agosto, estreou o programa Chegue Mais, apresentado por Daniela Prata, sobre o universo feminino.
Em 16 de maio de 2015, estreou o programa Dendê na Mochila, apresentado por Matheus Boa Sorte, que mostrava viagens e reportagens especiais sobre o estado e também fora dele. Em 7 de novembro, o Chegue Mais passou a ser apresentado por Lise Oliveira, após a demissão de Daniela Prata.
Em 22 de fevereiro de 2016, os programas da emissora ganham novos cenários e são reformulados. No mesmo dia, estreou o programa Tudo Novo, apresentado por Darino Sena, vindo da TV Bahia. Em 27 de maio, o Clube da Alegria entra em um período de recesso, tendo seu espaço ocupado pelo Que Venha o Povo, que ganha mais 15 minutos de duração. O programa reestreou em 30 de julho, aos sábados, tendo sua duração ampliada para 60 minutos.
Em 6 de março de 2017, o Universo Axé estreou um novo formato, que dava mais ênfase ao entretenimento além das participações musicais. O programa também mudou de nome, passando a se chamar apenas de Universo. Em 27 de maio, Carla Perez decide deixar o Clube da Alegria, devido a morte da sua diretora, Celisa Felicidade, além da falta de patrocinadores em razão da crise econômica. O programa chegou a ser anunciado como extinto com a sua saída, porém continuou no ar, sob o comando de apresentadores mirins.
Em 7 de agosto de 2018, em função de uma reestruturação financeira, a TV Aratu demitiu o apresentador Darino Sena e outras duas produtoras do programa Tudo Novo, que saiu do ar em 30 de agosto. Com isso, os jornalísticos Que Venha o Povo e Ronda ganharam mais tempo de duração para preencher os 45 minutos da antiga atração. Em 14 de setembro de 2019, estreou aos sábados o programa Mais Estilo, apresentado por Lise Oliveira, direcionado a pautas de moda e gastronomia, permanecendo no ar até 24 de abril de 2021. Em 13 de junho de 2020, foi ao ar pela última vez o Dendê na Mochila, após o apresentador Matheus Boa Sorte deixar a emissora em 17 de junho.
Em 1.º de maio de 2021, a emissora estreou aos sábados o Aratu Tá On, revista eletrônica que passou a reunir quadros, entrevistas e conteúdos de bastidores feitos exclusivamente para o portal Aratu On. Em 8 de maio, estreou o programa de variedades Ame a Bahia, apresentado por Dudu Barros, que era uma parceria entre a emissora e a empresa financeira Ame Digital.
Em 21 de maio de 2022, o Chegue Mais passou a ser comandado pela então repórter Priscilla Pires, após a demissão de Lise Oliveira, que conciliava o programa com o Aratu Notícias. Em 11 de junho, foi exibido pela última vez o infantil Clube da Criança, que deixou a programação após 10 anos no ar.
Em 11 de março de 2023, com as reformulações na programação, foram exibidos pela última vez os programas Chegue Mais e Aratu Tá On. Em 17 de abril, após o fim do Cidade Aratu, o Universo voltou a ser uma atração solo, e Alex Lopes ganhou a companhia de Léo Sampaio na apresentação do programa. Em 15 de fevereiro de 2024, no entanto, Leo Sampaio deixou a TV Aratu. Com a saída do apresentador, o Se Liga no Pida! foi extinto após 17 anos, tendo sido exibido pela última vez em 3 de fevereiro, antes do início da cobertura do Carnaval de Salvador pelo Aratu Folia.
Em 7 de março de 2025, o Universo foi exibido pela última vez em edição diária após 15 anos para dar mais espaço ao Alô Juca, que passou a ser exibido até 13h45 a partir de 10 de março. Com isso, o programa de variedades apresentado por Alex Lopes passou a ser transmitido aos sábados, das 12h às 13h.

### Transmissões esportivas
- Copa do Nordeste de Futebol (2018–presente)

Em 30 de outubro de 2017, o SBT firmou acordo com a Liga do Nordeste para a transmissão da Copa do Nordeste de Futebol em suas afiliadas na região, a partir da temporada 2018. A TV Aratu possui direito a transmissão de jogos selecionados, além de partidas envolvendo clubes baianos na competição, como o título do Bahia na competição em 2021. Dentre os profissionais que comandaram as transmissões, estiveram nomes como Pedro Canísio, Darino Sena, Matheus Carvalho, Rainan Peralva, Manuela Avena (primeira narradora da história da competição na TV), entre outros.

### Transmissões especiais

#### Carnaval

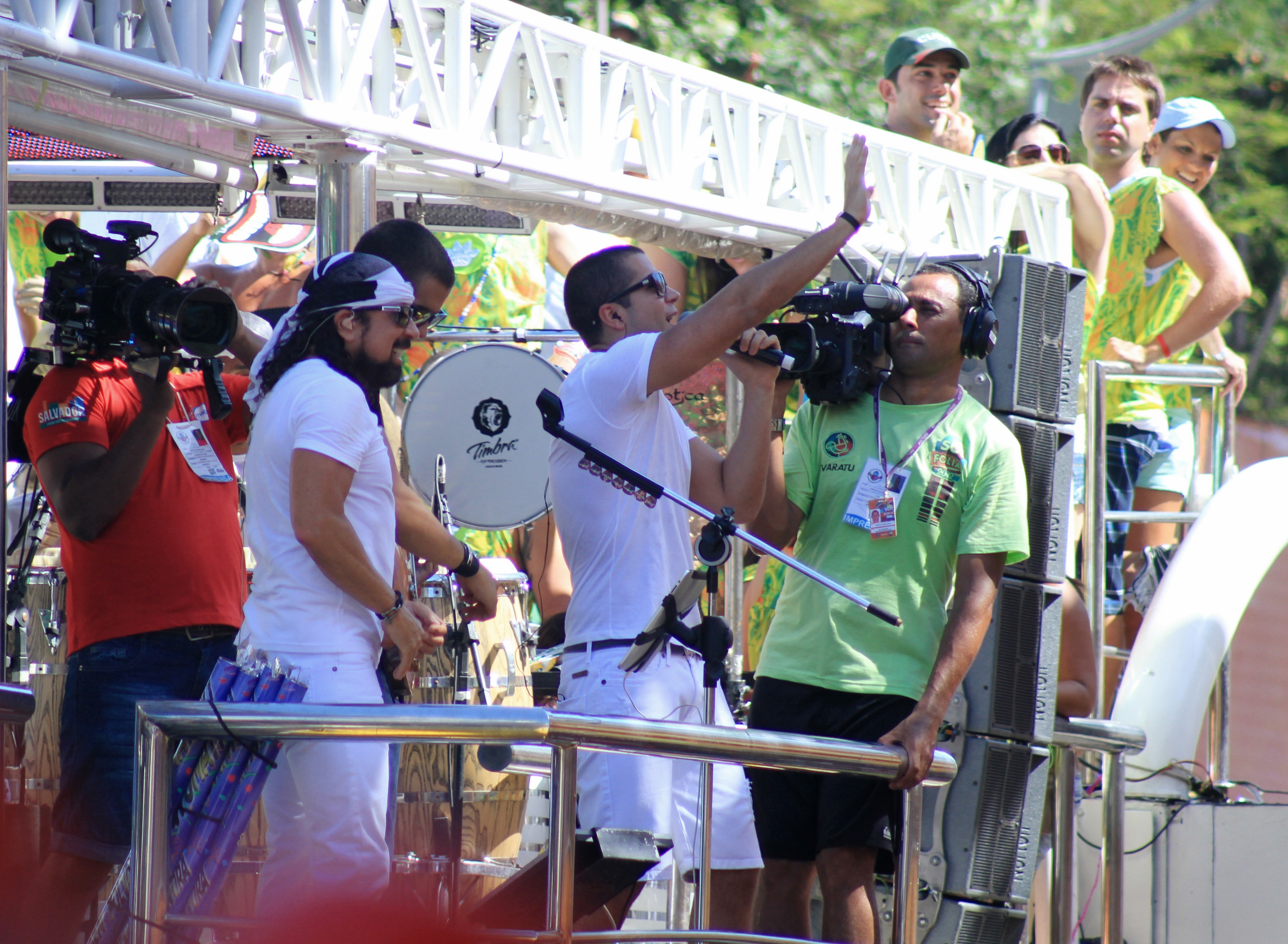
Cinegrafista da TV Aratu (de camisa verde) registra a apresentação do Chiclete com Banana no circuito Campo Grande, em 2012

Durante o mês de fevereiro ou março, a emissora faz a cobertura anual do Carnaval de Salvador, dedicando boa parte da programação a exibição dos blocos e trios elétricos que desfilam nos circuitos Campo Grande e Barra-Ondina. A TV Aratu foi a primeira emissora a transmitir o carnaval de Salvador em rede nacional em conjunto com a Rede Manchete no especial Carnaval Axé em 1993, e também foi a primeira a transmiti-lo em alta definição em 2010. Até este ano, a emissora exibia a festa no especial Aratu Folia. Entre 2011 e 2022, a emissora tornou-se parceira do SBT na cobertura do carnaval em rede nacional, e substituiu o especial pelo SBT Folia. No carnaval de 2023, a emissora voltou a utilizar a marca Aratu Folia na cobertura local.

#### Festas juninas
Além da tradicional cobertura das festas juninas durante o mês de junho, a emissora promove desde 1989 o Arraiá do Galinho, que realiza shows com vários artistas locais e um concurso de quadrilhas, realizado desde 1991. A emissora também exibe o especial São João da Tradição, em conjunto com as afiliadas do SBT na Região Nordeste.

## Retransmissoras
| Cidade                 | Analógico | Digital | Cidade                 | Analógico | Digital | Cidade                 | Analógico | Digital |
| ---------------------- | --------- | ------- | ---------------------- | --------- | ------- | ---------------------- | --------- | ------- |
| Alagoinhas             | 06        | 25      | Alcobaça               | 13        | -       | Amargosa               | 09        | -       |
| Anagé                  | 04        | -       | Aporá                  | 06        | 25*     | Aracatu                | 08        | -       |
| Araci                  | 06        | -       | Baixa Grande           | 10        | -       | Barra                  | 13        | 26*     |
| Barra da Estiva        | 06        | 25*     | Barra do Mendes        | 13        | -       | Barra do Rocha         | 06        | 25      |
| Barreiras              | 13        | 25      | Boa Nova               | 09        | -       | Boa Vista do Tupim     | -         | 09 (20) |
| Bom Jesus da Lapa      | 06        | 25*     | Bonito                 | 06        | -       | Boquira                | 11        | 25      |
| Botuporã               | 04        | -       | Brejões                | 05        | -       | Brotas de Macaúbas     | 05        | -       |
| Brumado                | 11        | 26*     | Buerarema              | 10        | 25      | Buritirama             | 03        | -       |
| Caatiba                | 06        | -       | Cachoeira              | -         | 18 (26) | Caetité                | 12        | 26*     |
| Camamu                 | 07        | -       | Campo Formoso          | 09        | -       | Canavieiras            | 08        | -       |
| Cândido Sales          | 06        | -       | Capela do Alto Alegre  | 13        | 25      | Caravelas              | 09        | -       |
| Carinhanha             | 06        | -       | Catu                   | 27        | 25*     | Coaraci                | 21        | -       |
| Conceição do Coité     | 10        | -       | Condeúba               | 11        | -       | Correntina             | 11        | -       |
| Cotegipe               | 11        | -       | Cristópolis            | 13        | -       | Dário Meira            | -         | 07 (25) |
| Elísio Medrado         | 09        | 25      | Encruzilhada           | 04        | -       | Entre Rios             | 07        | -       |
| Érico Cardoso          | 05        | -       | Esplanada              | 09        | 25*     | Euclides da Cunha      | 04        | -       |
| Eunápolis              | 13        | 26*     | Feira de Santana       | -         | 03 (25) | Floresta Azul          | 06        | -       |
| Gandu                  | 04        | -       | Glória                 | 07        | -       | Guanambi               | 07        | 25*     |
| Guaratinga             | 10        | -       | Iaçu                   | 03        | 26*     | Ibicuí                 | 10        | -       |
| Ibiquera               | 07        | -       | Ibirapitanga           | -         | 09 (22) | Ibirataia              | 13        | -       |
| Ibitiara               | 11        | 25      | Ibotirama              | 09        | 25*     | Igaporã                | 10        | -       |
| Ilhéus                 | -         | 07 (26) | Inhambupe              | 36        | -       | Ipiaú                  | 16        | -       |
| Ipirá                  | 07        | -       | Iraquara               | 13        | -       | Irecê                  | 10        | 26*     |
| Itaberaba              | 12        | 25*     | Itabuna                | -         | 48 (25) | Itaetê                 | 10        | -       |
| Itagi                  | 07        | -       | Itagimirim             | 06        | -       | Itaju do Colônia       | 11        | 25      |
| Itamaraju              | 10        | 26*     | Itamari                | 11        | -       | Itambé                 | 35        | -       |
| Itapebi                | 06        | -       | Itapetinga             | 06        | -       | Itapicuru              | 11        | -       |
| Itaquara               | 08        | -       | Itatim                 | -         | 07 (45) | Jacaraci               | 04        | -       |
| Jacobina               | 11        | 26*     | Jaguaquara             | 13        | -       | Jaguarari              | 07        | -       |
| Jaguaripe              | 04        | -       | Jandaíra               | 13        | -       | Jequié                 | -         | 25      |
| Jiquiriçá              | -         | 07 (25) | Jitaúna                | 13        | -       | Juazeiro               | -         | 04 (39) |
| Laje                   | 11        | -       | Lençóis                | 07        | -       | Licínio de Almeida     | -         | 06 (21) |
| Luís Eduardo Magalhães | 10        | 26      | Macaúbas               | 03        | -       | Mairi                  | 06        | -       |
| Maracás                | 09        | -       | Miguel Calmon          | 13        | -       | Milagres               | 09        | -       |
| Monte Santo            | 13        | -       | Mortugaba              | -         | 03 (25) | Mucuri                 | 05        | -       |
| Mundo Novo             | 09        | 25*     | Muritiba               | 04        | -       | Mutuípe                | 11        | -       |
| Nova Canaã             | 04        | -       | Nova Ibiá              | 13        | -       | Nova Itarana           | 09        | -       |
| Nova Soure             | 13        | -       | Palmeiras              | 06        | -       | Paramirim              | 13        | 25*     |
| Pau Brasil             | 13        | -       | Paulo Afonso           | 07        | 39*     | Pilão Arcado           | 09        | -       |
| Piritiba               | 06        | -       | Planaltino             | 10        | -       | Poções                 | 16        | -       |
| Porto Seguro           | 07        | 26*     | Prado                  | 09        | -       | Quixabeira             | 11        | -       |
| Remanso                | 11        | -       | Riachão do Jacuípe     | 15        | -       | Ribeira do Pombal      | 08        | 26*     |
| Rio Real               | 38        | -       | Ruy Barbosa            | 13        | 26*     | Santa Maria da Vitória | 08        | -       |
| Santaluz               | 06        | -       | Santana                | 04        | 25*     | São Desidério          | 07        | -       |
| São Félix do Coribe    | 04        | -       | Sátiro Dias            | 10        | -       | Seabra                 | 09        | -       |
| Senhor do Bonfim       | 13        | 26*     | Serra do Ramalho       | 12        | 26      | Serrinha               | 09        | 26*     |
| Sítio do Mato          | -         | 13 (26) | Tabocas do Brejo Velho | -         | 13 (26) | Tanhaçu                | 04        | -       |
| Tapiramutá             | 02        | -       | Teixeira de Freitas    | 27        | -       | Teolândia              | 13        | -       |
| Tucano                 | 10        | -       | Uauá                   | 04        | -       | Ubaíra                 | 09        | 25      |
| Ubaitaba               | 10        | -       | Ubatã                  | 03        | -       | Uibaí                  | 11        | -       |
| Una                    | 04        | -       | Urandi                 | 04        | -       | Uruçuca                | 04        | -       |
| Utinga                 | 07        | -       | Valente                | 10        | -       | Vitória da Conquista   | -         | 13 (47) |
| Wagner                 | -         | 10 (25) | Wanderley              | 02        | -       | Wenceslau Guimarães    | 10        | -       |
| Xique-Xique            | 05        | 25*     |                        |           |         |                        |           |         |

* - Em implantação

## Slogans
- 1969–1980; 2008–2013; 2019–presente: Salvador, meu amor, Bahia
- 1973: A liderança colorida (início da transmissão a cores)
- 1980–2008: Do 4 eu não saio
- 2013–2015: #Compartilhe (campanha da rede)
- 2015–2018: Tem Bahia, tem você
- 2018–presente: Aratu é o canal
- 2023–2024: A gente muda por você (mudança de posicionamento editorial)

## Na cultura popular
A TV Aratu tem seu jornalismo retratado em algumas cenas do filme Tenda dos Milagres (1977), quando a imprensa baiana cobre a visita do personagem Dr. James Dean Livingstone, antropólogo americano influenciado pelo personagem principal, Pedro Archanjo, e todos os desdobramentos referentes ao resgate e reconstituição histórica do seu legado.

## Controvérsias

### Suspensão do programaNa Mira
Desde a sua criação em 2008 e sua saída do ar em 2015, o programa policial Na Mira foi alvo de várias críticas da sociedade baiana em razão do conteúdo exibido, juntamente com as várias denúncias de violações dos direitos humanos, como exposição de cadáveres, sentenciamento ilegal, entre outros. Em 15 de abril de 2009, após os promotores Almiro Sena, da 2.ª Promotoria de Justiça da Cidadania e Isabel Adelaide de Andrade Moura, do Grupo de Atuação de Controle Externo da Atividade Policial moverem uma ação civil pública que foi acatada pelo juiz do Ministério Público, Manuel Bahia, o programa teve a sua exibição suspensa por “ser exibido em horário acessível à criança e ao adolescente, com cenas reprováveis e impróprias, o que viola o Estatuto da Criança e do Adolescente”. Caso a emissora não suspendesse a veiculação do programa, poderia ser multada em R$ 10.000,00 por cada dia de descumprimento. Outro programa da emissora, o Que Venha O Povo, também foi investigado pelo mesmo problema. A direção da TV Aratu reuniu-se com os promotores e se comprometeu a adotar mudanças no programa após firmar um Termo de Ajustamento de Conduta. A suspensão do Na Mira foi cancelada em 17 de abril.

### Rivalidade entre cantores noUniverso Axé
Em 3 de novembro de 2015, o programa musical Universo Axé foi palco de uma controvérsia entre o vocalista da banda Guettho é Guettho, Chiclete Ferreira, e o cantor Igor Kannário. O grupo musical era o convidado do programa naquele dia, onde estava prevista também uma matéria feita com Igor pelo apresentador Alex Lopes, que foi ao ar logo após a apresentação do Guettho é Guettho. Devido a uma rixa antiga entre Chiclete e Igor, o cantor e a banda decidiram abandonar o estúdio enquanto a matéria era exibida. O apresentador Alex Lopes teve que explicar a situação para os telespectadores, e revelou que nos bastidores foi contrário a decisão da direção da emissora de exibir a matéria no mesmo dia em que o grupo estaria se apresentando no programa.

### Direitos autorais
Em 21 de novembro de 2016, a emissora chamou a atenção da imprensa por transmitir ao vivo trechos sem autorização da partida de futebol entre Corinthians e Internacional, válida pelo Campeonato Brasileiro de Futebol durante o Aratu Notícias, utilizando imagens do SporTV, notadamente pirateadas da internet. A Globosat, mantenedora do canal, estuda um processo contra a TV Aratu, já que este “roubo de sinal” foi inédito na televisão brasileira.

### Agressão à jornalista Ticiane Bicelli
Em 16 de junho de 2017, enquanto gravava uma matéria sobre a cobrança para o uso dos banheiros no Mercado do Peixe, localizado na Cidade Baixa em Salvador, a repórter Ticiane Bicelli e o cinegrafista Liberato Santana foram agredidos por duas mulheres que tentaram impedir a filmagem do local, com chutes, arranhões e mordidas. As duas foram levadas para a Central de Flagrantes, onde a repórter prestou queixa e fez um exame de corpo de delito. O Sindicato do Comércio Varejista de Feirantes e Ambulantes de Salvador (SINDIFEIRA) disse que aquele era um fato isolado e iria apurar a agressão, e o Sindicato dos Jornalistas da Bahia (SINJORBA) repudiou o ocorrido.

### Acusação de parcialidade nas eleições de 2022
Em 13 de outubro de 2022, o candidato a governador Jerônimo Rodrigues (PT) anunciou que não iria ao debate promovido naquele dia pela TV Aratu no segundo turno das eleições de 2022. A equipe de campanha do petista justificou a ausência no encontro acusando a emissora de "parcialidade" devido à participação acionária da candidata a vice-governadora Ana Coelho (Republicanos) no canal. No mesmo dia, no entanto, Jerônimo anunciou desistência da participação em outro debate promovido pela Band Bahia, alegando "falta de agenda". Com base na legislação eleitoral, a TV Aratu manteve a realização do evento, transformando-o em uma sabatina com o candidato ACM Neto (UNIÃO), que confirmou presença.